# Jim Crow

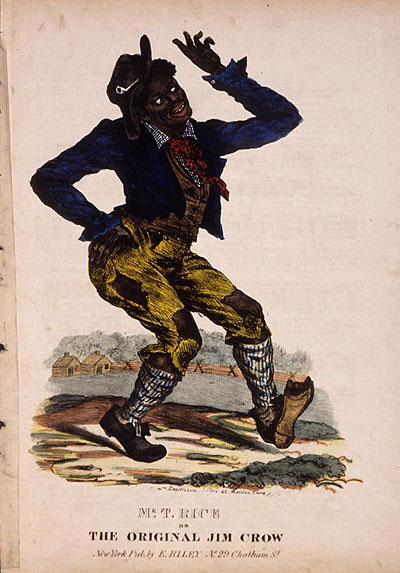
Jim Crow

Jim Crow är en rollfigur i underhållningsgenren minstrel, i USA före amerikanska inbördeskriget. 
Det var den amerikanska sångaren Thomas Dartmouth "Daddy" Rice som med svartmålat ansikte i sången "Jump Jim Crow" blev upphov till eponymen. I sketcher på minstrelscenen parades sedan lantlige Jim Crow ofta ihop med karaktärer som "Zip Coon", en integrerad men svart stadsbo. Redan 1837 finns belagt att Jim Crow använts som eponym för rassegregation.
Härav uppkom efter inbördeskriget bruket att benämna rasistisk amerikansk lagstiftning Jim Crow-lagar.